# アンブロークン (潜水艦)
アンブロークン (HMS Unbroken, P42) は、イギリス海軍の潜水艦。U級潜水艦第3グループの1隻。
艦名は「壊されていない、不屈の」という意味の形容詞に由来し、イギリス海軍においてこの名を持つ唯一の艦である。

## 艦歴

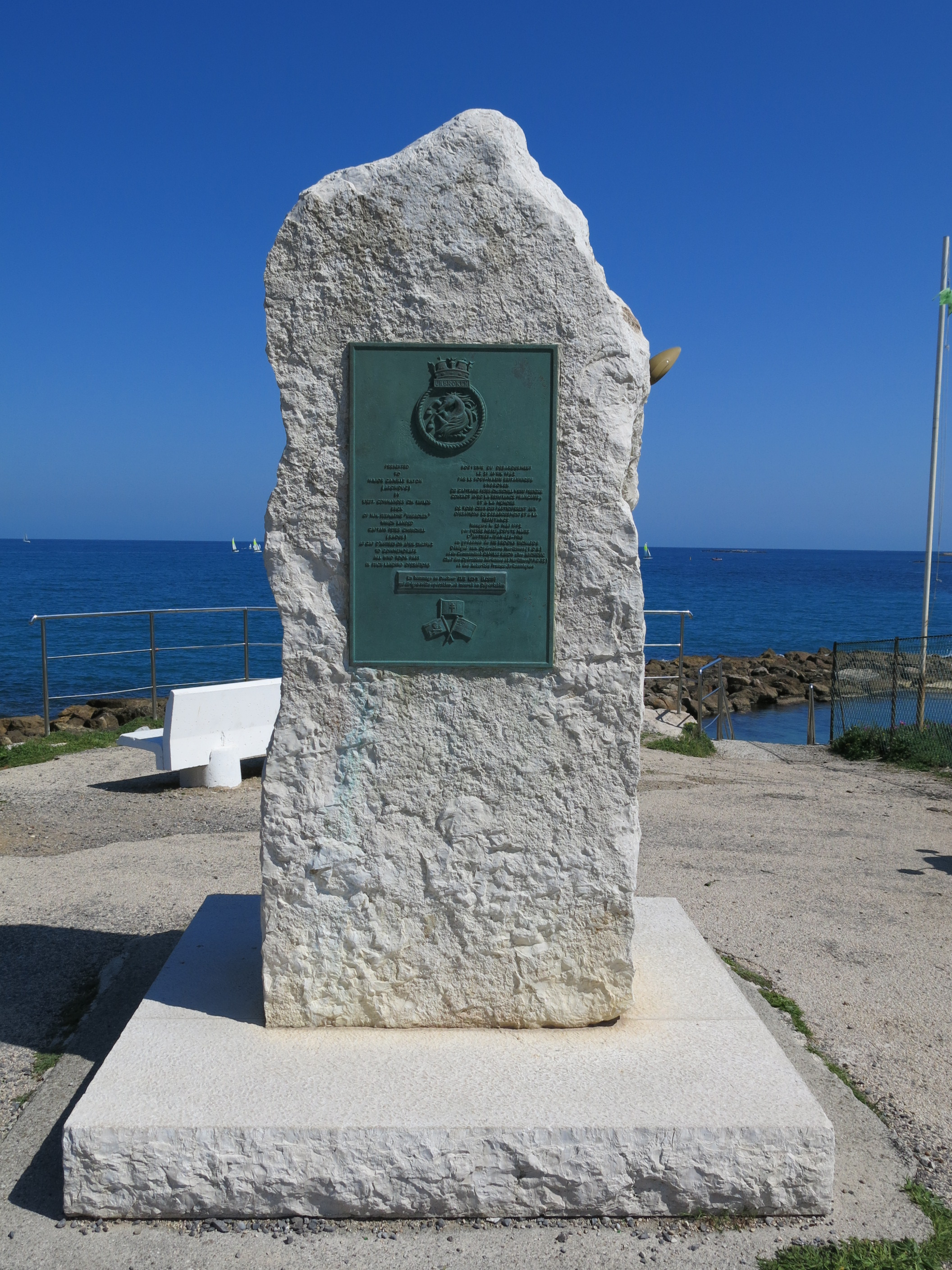
1942年4月にピーター・チャーチル大尉率いる工作員が「アンブロークン」から上陸したことを示す記念碑。

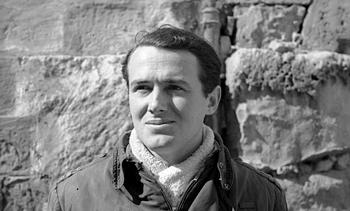
「アンブロークン」の初代艦長アラステア・マーズ大尉。

「アンブロークン」は1940年12月30日にバロー＝イン＝ファーネスのヴィッカース・アームストロングで起工、1941年11月4日に進水したが、この際にはまだ固有艦名は与えられておらず単に「P42」（HMS P42）と呼ばれていた。その後、1943年2月1日に「アンブロークン」と改名されている。
「アンブロークン」は第二次世界大戦における戦歴のほとんどを地中海で過ごした。ホーリー・ロッホでの公試後、「アンブロークン」はマルタで第10潜水戦隊に合流するため、ジブラルタルから錬成を兼ねた哨戒に向かった。「アンブロークン」は、著名な特殊作戦執行部（SOE）工作員であるピーター・チャーチル大尉が指揮する工作員たちを南フランスのアンティーブに上陸させた。その後マルタに向かい、1942年6月に第10潜水戦隊を再編した。「ユナイテッド」、「アンラッフルド」、「アンライバルド」が参加するまでの間、「アンブロークン」はマルタで行動可能な唯一の潜水艦だった。同月には、ハープーン作戦及びヴィガラス作戦に参加している。1942年7月、「アンブロークン」はイタリア本土西岸の主要鉄道路線を攻撃し、24時間にわたって路線を封鎖することに成功した。しかしながら、沿岸砲兵からの反撃が蓄電池に命中し、マルタへの帰還を余儀なくされた。1942年10月、石油タンカーに魚雷を命中させた後で護衛艦の反撃により大破し、マルタで再び修理を受けた。
地中海における活動で、「アンブロークン」はイタリア商船「エッダ」と「ボローニャ」（元フランス船「モナコ」）、イタリアのパイロット船「F20/エンリカ」、イタリアの特設掃海艇「No.17/ミラノ」をそれぞれ撃沈した。また、イタリアの帆船「ヴァーレ・フォルモソII」、ドイツ（元ノルウェー）のタンカー「レジーナ」を損傷させている。特にペデスタル作戦においては、イタリア海軍重巡洋艦「ボルツァーノ」と軽巡洋艦「ムツィオ・アッテンドーロ」を大破させる戦果を挙げた。「ボルツァーノ」は燃料タンクに魚雷が命中し炎上したため、パナレーア島に擱座しなければならなかった。「アッテンドーロ」も60フィート (18 m)にわたって艦首を失った。「ボルツァーノ」は戦争の残りの期間、戦線に復帰することはなかった。
「アンブロークン」はイタリア商船「アルジェリーノ」も攻撃したが、魚雷は外れた。その後、リビアのトリポリ北西にいたイタリア商船「タイタニア」を損傷させた。「タイタニア」は駆逐艦「アスカリ」に曳航されたが、翌日早朝に潜水艦「サファリ」によって沈められた。「アンブロークン」は地中海での任務を終え、1943年8月にイギリス本国へ帰還した。

### ソビエト海軍
「アンブロークン」は1944年6月26日にソビエト連邦に貸与され、「V-2」（キリル文字表記：B-2）と改名された。1944年10月12日、「V-2」はドイツ海軍駆潜艇「UJ-1220」を撃沈している。「V-2」こと「アンブロークン」は、1949年にイギリス海軍へ返還されるまでの4年間をソ連海軍で過ごした。「アンブロークン」の艦体は、1950年5月9日からゲーツヘッドで解体された。

## 栄典
「アンブロークン」は第二次世界大戦の戦功で1個の戦闘名誉章(Battle honour)を受章した。
- 「SICILY 1943」